# Orgi-E
Emil Simonsen (født 5. september 1979), kendt under kunstnernavnet Orgi-E og Klamfyr, er en dansk hiphopper, og medlem af den danske rapgruppe Suspekt sammen med Bai-D og Rune Rask. Gruppen debuterede i 1999 med albummet Suspekt og har siden udgivet albumsene Ingen Slukker The Stars (2003), Prima Nocte (2007), Elektra (2011), 100% Jesus (2017) og Sindssyge Ting (2020).
Orgi-E har ligeledes medvirket i supergruppen Selvmord (i 2008 med Bai-D, Jonas Vestergaard, Rune Rask og L.O.C.) og i rapgruppen F1RSTEHOLDET (i 2013 sammen med Jooks, Baya, Bai-D og Marwan). Som solo artist har han udgivet albummet Klamfyr (2012) og i samarbejde med rapper Troo.L.S udgivet albummet Forklædt Som Voksen (2005). Igennem sin karriere har Orgi-E (sammen med Suspekt) modtaget flere priser, heriblandt en MTV award for ”Bedste danske navn” og P3 Guld Pris for "Årets Gennembrud" i 2008.
Udover at producere musik, ejer Orgi-E, sammen med Suspekt, pladeselskabet Tabu Records, som står bag udgivelser af bl.a. Veto, The Floor Is Made of Lava, Marwan, Kasper Spez og F.U.K.T.

## Baggrund
Simonsen blev født den 5. september 1979 og voksede op i Albertslund. Kunstnernavnet Orgi-E fik han, fordi han som 14-årig havde sex for første gang i et gruppesamleje med en ven og to veninder.

## Diskografi

### Orgi-E
- Forklædt som voksen (Troo.L.S & Orgi-E) (2005)
- Klamfyr (2012)

### Suspekt
- Suspekt (1999)
- Ingen Slukker The Stars (2003)
- Prima Nocte (2007)
- Elektra (2011)
- V (2014)
- 100% Jesus (2017)
- Sindssyge Ting (2020)

### Andre album
- Tabu Records 10 års jubilæum (2009)
- Selvmord (2009)

### Videografi
- 2003 – Suspekt – Skudtæt
- 2003 – Suspekt – Hvem er en kælling
- 2005 – Troo.l.s & Orgi-E – Inden det for sent
- 2005 – Troo.l.s & Orgi-E – Dollar Dansen
- 2006 – Troo.l.s & Orgi-E – Rolig Rolig
- 2006 – Troo.l.s & Orgi-E – Heffer Tjek
- 2007 – Suspekt – Fuck Af!
- 2007 – Suspekt – Proletar (Hvor Jeg Står)
- 2008 – Suspekt – Prima Nocte
- 2009 – Suspekt – Først var de bange
- 2009 – Selvmord – Råbe Under Vand
- 2010 – Selvmord – OK
- 2011 – Suspekt – Ruller Tungt
- 2012 – Suspekt – Helt Alene
- 2012 – Orgi-E – Ruller med Bachir
- 2012 – Orgi-E – Singlepik
- 2012 – Orgi-E – City2musik (Hva glor du på)

### Filmografi
- 2004 – V/A – Danske Videoer Dér
- 2004 – Suspekt – Ingen Slukker The Stars dvd
- 2008 – Suspekt – "Prima Nocte dvd – er du dum eller hva'!?"
- 2009 – Suspekt – "Tabu-Records 10 års jubilæum"